# Sint-Janskerk (Kortrijk)
De Sint-Janskerk of Sint-Jan-de-Doperkerk bevindt zich in de Belgische stad Kortrijk in de wijk Sint-Jan. De toren van de kerk is 58 meter hoog. De kerk is exemplarisch voor de neogotiek is sinds 2003 een beschermd monument.

## Geschiedenis
In 1906 werd de parochie Sint-Jan Baptist te Kortrijk gesticht in de stadswijk Sint-Jan. Daarop besloot men om aan het Sint-Jansplein een nieuwe parochiekerk te bouwen. De Sint-Janskerk, naar een ontwerp van architect Jules Coomans, werd gebouwd op initiatief van het Groeningecomité dat op het slagveld van de Guldensporenslag, waarop een stadsuitbreiding was gepland, een nieuwe parochiekerk wou.
Aanvankelijk wilde men de kerk toewijden aan O.-L.-Vrouw van Groeninge, maar omdat er in Kortrijk al een O.-L.-Vrouwekerk bestond, koos men voor Sint-Jan-de-Doper (Sint-Jan Baptist) ter herinnering aan een verdwenen kapel in Kortrijk. Op 29 oktober 1911 werd de kerk plechtig in gebruik genomen.